# 爪瓣山柑
爪瓣山柑（学名：Capparis himalayensis）为山柑科山柑属的植物，为中国的特有植物。分布在印度、巴基斯坦、尼泊尔以及中国大陆的新疆、西藏等地，生长于海拔1,100米的地区，一般生长在空旷田野、平原以及山坡阳处，目前尚未由人工引种栽培。

## 别名
老鼠瓜（新疆），狼西瓜（维吾尔名译意）